# Calamagrostis sclerophylla
Calamagrostis sclerophylla là một loài thực vật có hoa trong họ Hòa thảo. Loài này được (Stapf) Hitchc. mô tả khoa học đầu tiên năm 1936.